# Le Pays libre
Le Pays libre ! est une revue antisémite et collaborationniste française, organe du PFNC. Elle fut créée en août 1936 par Pierre Clémenti. Le siège initial parisien du journal était au 75 boulevard Voltaire. Le rythme de parution est mensuel, puis bimensuel à partir de janvier 1937. Le prix de vente au lancement est de 50 centimes pour 4 pages. En janvier 1938, la revue connaît des difficultés et est imprimée sous la forme ronéotypée puis est suspendue. Les bureaux migrent au 55 boulevard de Sébastopol. Elle reparaît à partir du 8 février 1941. Le dernier numéro est publié le 13 août 1944

## Contributeurs
- Lucien Pemjean
- Robert Vallery-Radot